# MyTravel Airways
MyTravel Airways (code AITA : VZ ; code OACI : MYT) est une ancienne compagnie aérienne britannique basée à Manchester. Elle a principalement opéré des liaisons charter pour le compte de sa société mère, le Groupe MyTravel (en). La compagnie a fusionné en 2008 avec Thomas Cook Airlines et a donc disparue de fait.
La compagnie fut fondée en 1990 sous le nom Airtours International Airways et était la compagnie aérienne interne de la société Airtours Holidays, une société d'agences de voyage. En 1993, Airtours achète Inter European Airways et récupère la flotte de cette dernière. En 2002, Airtours change son nom en MyTravel, et la compagnie aérienne Airtours International Airways devient donc MyTravel Airways. En 2007, le groupe MyTravel s'accorde avec Thomas Cook AG pour un projet de fusion, et en mars 2008, MyTravel Airways sera entièrement intégrée à Thomas Cook Airlines.
MyTravel Airways A/S était la compagnie sœur danoise de MyTravel Airways, et a été renommée Thomas Cook Airlines Scandinavia le 8 mai 2008. Cette dernière est devenue Sunclass Airlines en 2019.

## Histoire

### Airtours (1993 - 2002)

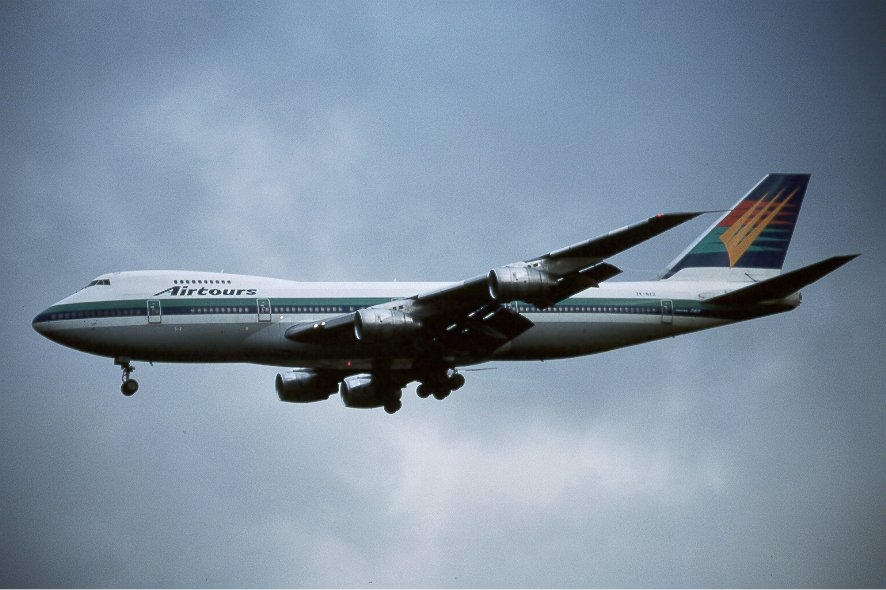
Un Boeing 747-200 volant sous la marque Airtours pendant l'été 1998.

Le voyagiste Airtours (en) a été fondé par David Crossland (en) et l'entreprise a créé sa propre compagnie aérienne maison, Airtours International Airways, le 1er octobre 1990,. La compagnie a démarré ses opérations le 11 mars 1991 avec des appareils de type McDonnell Douglas MD-80 à travers l'Europe.
Le voyagiste basé à Cardiff Aspro Holidays et sa compagnie aérienne maison, Inter European Airways, ont été rachetés et intégrés dans le groupe Airtours en novembre 1993 ; ajoutant ainsi de nouveaux appareils tels que des Airbus A320 et des Boeing 757 au sein de la flotte de MyTravel Airways. Les MD-83 ont ensuite été remplacés par davantage d'appareils de la famille des A320 entre 1995 et 1996. En 1996, le groupe Airtours rachète également la compagnie danoise Premiair. Airtours opère également en Allemagne à travers la compagnie aérienne FlyFTi, avec une flotte composée d'A320, jusqu'à ce que cette dernière soit refusionnée dans la flotte britannique courant 2003.
Dans les années 1990, Airtours a augmenté ses capacités pour effectuer des vols long-courriers, en ajoutant à sa flotte des Boeing 767 et des McDonnell Douglas DC-10, permettant aux vacanciers de voyager vers des destinations telles que les Caraïbes ou les États-Unis. Davantage d'avions, du constructeur Airbus, ont rejoint la flotte pendant cette décennie, avec des A320, A321 et A330 ; s'ajoutant à la flotte de 757, 767 et DC-10. En 1995, la compagnie commence à proposer à bord de ces vols des sièges pré-réservables, des choix dans les menus et la vente hors taxes ; une pratique qui a ensuite été adopté par de nombreuses autres compagnies charter du Royaume-Uni.
Le 27 janvier 2002, Airtours International est devenue la première compagnie aérienne dont l'un des vols, le AIH550 de Las Palmas à Birmingham, a été pris en charge par le nouveau centre de contrôle aérien de Swanwick.

### MyTravel (2002 - 2008)
À la suite du renommage du groupe Airtours en groupe MyTravel en février 2002, les marques Airtours International et Premiair ont été regroupées sous la marque MyTravel Airways avec prise d'effet le 1er mai 2002. En octobre 2002, MyTravel Airways lance sa compagnie aérienne à bas coûts MyTravelLite, mais cette dernière est supprimée et réintégrée sous la marque globale MyTravel dès 2003.
En 2001, comme pour de nombreuses compagnies aériennes dans le monde, Airtours International (qui deviendra MyTravel Airways l'année d'après) a vu une baisse du nombre de ses clients à la suite des attentats du 11 septembre. Les statistiques officielles de l'aviation civile du Royaume-Uni ont indiqué que le nombre de passagers transportés par MyTravel a ensuite augmenté de 7,21 millions en 2001 à 7,52 millions en 2002,. En revanche, ce nombre est tombé à 4,38 millions en 2005, à la suite de la réduction du nombre d'appareils de 45 (début 2001) à 29 (en 2005), conséquence de la restructuration du groupe MyTravel.
Fin 2004, le dernier McDonnell Douglas DC-10 de la flotte ainsi que le dernier Boeing 757 ont été radiés de la flotte. MyTravel était la dernière compagnie aérienne britannique à encore exploiter le DC-10.
En décembre 2005, MyTravel Aircraft Engineering (MTAE) est devenu une filiale entièrement détenue par le groupe MyTravel, basée à l'aéroport de Manchester. L'atelier de maintenance MTAE a effectué toutes les maintenances légères (types A, B et C) pour MyTravel Airways et MyTravel Airways A/S, ainsi que pour d'autres compagnies aériennes telles que Skyservice. MTAE est ensuite devenue en 2008 Thomas Cook Airlines Engineering à la suite de la fusion.
Fin 2005, l'un de ses Boeing 757, alors destiné à la casse, a été utilisé pour le tournage du film franco-britanno-américain Vol 93[réf. nécessaire], qui reconstitue l'histoire du détournement du vol 93 d'United Airlines et qui était un 757.
À cause de la consolidation nécessaire au sein du marché IT[Quoi ?] britannique, le groupe MyTravel PLC et Thomas Cook AG s'accordent pour une fusion afin de former un nouveau groupe Thomas Cook élargi. Durant la fusion, les flottes de MyTravel Airways et Thomas Cook Airlines ont été fusionnées pour ne former que cette dernière entité, mais toujours avec le certificat de transporteur aérien de MyTravel. Thomas Cook Airlines a changé son indicatif d'appel « Topjet » pour prendre celui de MyTravel « Kestrel ».
Le dernier vol sous la marque MyTravel a eu lieu le 30 mars 2008.

## Flotte

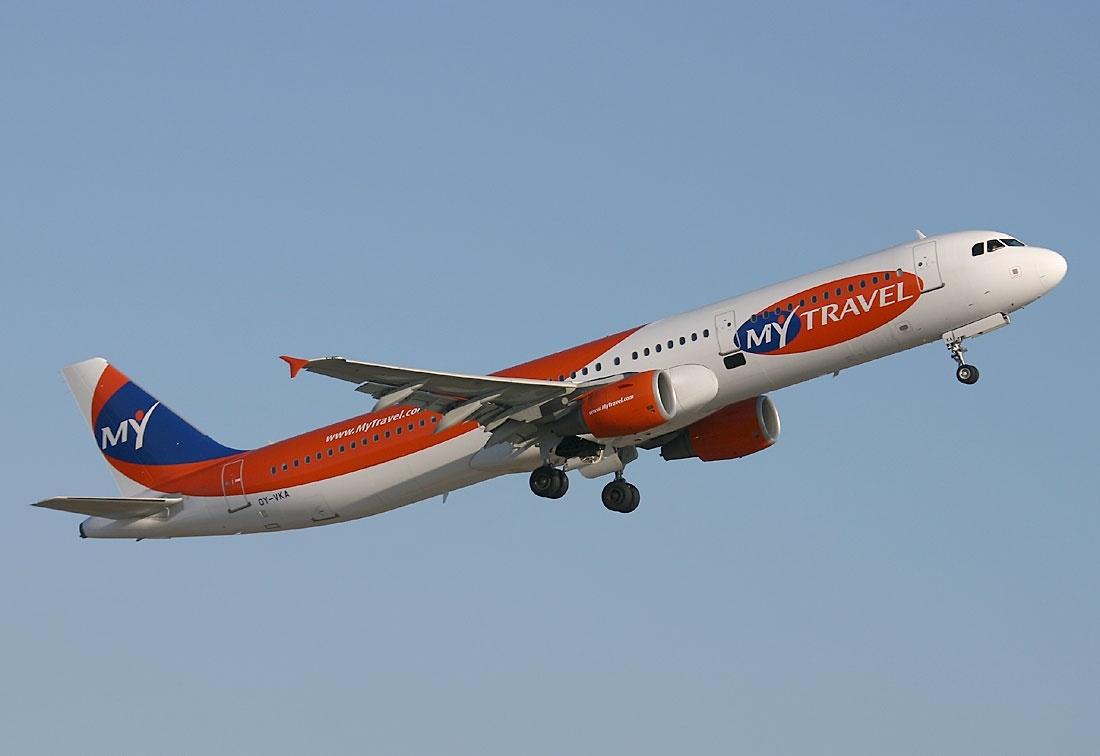
Un Airbus A321-211 de MyTravel.

La compagnie Airtours a été créée en 1990 et a été renommée MyTravel Airways en 2002 à la suite de la fusion avec Premiair auparavant. Depuis la création de la compagnie sous le nom Airtours International Airways en 1990, et avant la fusion avec Thomas Cook de 2008, MyTravel a opéré les avions suivants, :

## Incident
Le 5 juillet 2007, un officier pilote de ligne qui n'était pas employé de la compagnie, mais payait cette dernière afin de gagner de l'expérience (pay-to-fly), a fait violemment atterrir un Airbus A320 à l'aéroport international de l'île de Kos, en Grèce. Cet atterrissage a provoqué des dommages importants sur le train d'atterrissage, et le rapport d'enquête a critiqué à la fois le manque d'entraînement du pilote et la pratique du pay-to-fly.